# Bar-Jesus
Elymas Bar-Jesus var en judisk magiker som vistades hos landshövdingen Sergius Paulus när Paulus på sin första missionsresa kom till Cypern, beskrivet i Apostlagärningarna 13:6 och vidare. Efternamnet betyder "son till Jesus"; Jesus var ett ganska vanligt förnamn bland den tidens judar.
Bar-Jesus försökte hindra landshövdingen att anta kristendomen men straffades av Paulus med blindhet.